# Lisbel Rivira
Lisbel Rivira (San Carlos de Bolívar, Buenos Aires, 1924 - Ciudad de Formosa, 5 de octubre del 2007) fue un mecánico argentino, vicegobernador de la Provincia de Formosa, Intendente de la Ciudad de Formosa, entre otros cargos.

## Biografía
Rivira fue vicegobernador de la provincia en el periodo 1983 - 1987 y dos veces intendente de la ciudad entre 1987 y 1995. Había nacido en Bolívar, provincia de Buenos Aires. Era mecánico y muy joven se radicó en Pirané junto a su familia donde, entre otras actividades, supo ser un productor maderero.
En los casi 50 años que vivió en Formosa, supo cosechar el reconocimiento de la gente y de sus adversarios políticos. “Nunca fue caratulado ni de “bogadista”, ni “joguista” ni “gildista”, la condición y el peso de ser “Don Lisbel” superaba todos los “istas” y jefes circunstanciales del poder de turno”, señalaba el diario El Comercial en una nota publicada en noviembre de 2004.
En esa publicación, que vale la pena transcribir, se destacaba que aún con 80 años sobre sus hombros, Don Lisbel viajaba hacia el oeste para “tratar de conseguir un poco más de beneficios para aquella gente que hace patria en lugares tan alejados”, como tampoco lo doblegaron las botas de gomas metidas en el barro de las defensas cuando las inundaciones atacaron a la ciudad.
Recordaba también la nota que como intendente y durante una interpelación de 11 horas, contestó todas las acusaciones –sin ninguna carpeta a mano- a Gabriel Hernández. En plena protesta gremial en su contra, pagó el asado para los empleados municipal en su día y durante un debate radial con Telesforo Villalba (otrora verborrágico dirigente gremial ligado a la Iglesia) lo dejó más “chiquito” que de costumbre.
De frente, como siempre, enfrentó problemas gremiales, políticos y de salud “pero allí aparecieron los amigos”, dijo entonces. Hasta sus últimos días de vida solían llegar a su casa de la calle Padre Grotti los empleados de la Municipalidad para saludarlo, en algo que, valoraba él “no tiene precio”.
Destacó que fue “un formoseño por adopción, un productor, un hombre político muy cerca de la gente, que pasó muchos años en nuestro interior provincial, accedió por voluntad popular, primero como vicegobernador y dos veces intendente de la ciudad de Formosa y a pesar de los años era un entusiasta en todo lo que era emprender algo”. Falleció el 5 de octubre de 2007.